# Wolfgang Stifter
Wolfgang Stifter (* 1946 in Ottensheim) ist ein österreichischer Maler, Grafiker und Hochschullehrer. Von 1991 bis 2000 war er Rektor der Hochschule für künstlerische und industrielle Gestaltung Linz.

## Leben und Wirken
Stifter wuchs im Atelier seines Vaters Alfred Stifter (Kunstpädagoge und Glaskünstler) auf. Nach dem Besuch des Stiftsgymnasiums Wilhering studierte er von 1964 bis 1970 an der Akademie der bildenden Künste Wien u. a. beim Grafiker Maximilian Melcher. Zwischen 1974 und 1977 errichtete er ein von Wilhelm Holzbauer geplantes Wohn-Atelierhaus. Er absolvierte Studienaufenthalte in Chengdu und Paliano und einen Atelieraufenthalt in Ballens sur Morges. 2010 baute er das Atelier Im Weingarten nach Plänen von Viola Stifter. 
Von 1989 bis zu seiner Emeritierung 2014 war er ordentlicher Universitätsprofessor an der Kunstuniversität Linz. Von 1991 bis 2000 war er dort Rektor. Vor 1997 bis 2001 fungierte er als Vorsitzender des Landeskulturbeirates der Oberösterreichischen Landesregierung. Stifter ist Mitglied der Künstlervereinigung MAERZ und der Künstlergruppe Schloss Parz. Sein Bruder ist der Maler und Grafiker Georg Stifter.

## Werke
- Eine Reihe von Werke Stifters sind als Kunst im öffentlichen Raum bzw. als Kunst am Bau entstanden.[2] Er schuf als Druckgrafiker Werke, die sich zwischen Kalligraphie, Chinesischen Schriftzeichen und impulsiven Chiffren bewegen.[3] Einige seiner Werke befinden sich in der Kunstsammlung des Landes Oberösterreich.

- Neugestaltung des Altarraums der Marienkirche Untergeng (2000)[4]

## Ausstellungen
- STIFTER x 3. Die Künstlerfamilie Alfred, Georg und Wolfgang Stifter, Nordico, Linz, 2010[5]
- 45 Jahre, ein Fest, Eine Ausstellung anlässlich der Emeritierung von O. Univ. Prof. MMag. art Wolfgang Stifter, Kunstuniversität Linz, Linz, 2014[6]

## Publikationen
- Das Florenzpapier, Weitra, 1991
- Wolfgang Stifter. Homo faber und andere, Grafische Serien 1996 bis 2002, Weitra, 2002
- Wolfgang Stifter. Arbeiten auf Leinwand, Weitra, 2006
- Baukultur machen Menschen wie du und ich, 2012
- Im Auftrag der Schrift, Heidelberg, Berlin, 2012
- Wolfgang Stifter. Arbeiten auf Papier, Werkmonografie, Weitra, 2013
- Museum Angerlehner. Eine Privatsammlung wird öffentlich, München, 2013
- Von der Fläche zum Raum, Neuhaus, 2013

## Auszeichnungen (Auswahl)
- Theodor-Körner-Preis der Stadt Wien (1977)
- Goldenes Ehrenzeichen des Landes Oberösterreich (2000)
- Kulturpreis des Landes Oberösterreich für Bildende Kunst (2007)